# Denominació d'Origen Monterrei
La Denominació d'Origen Monterrei és una de les cinc denominacions d'origen vinícoles de Galícia, creada l'any 1996.
S'estén per la vall del riu Támega, al sud de la província d'Ourense, ocupant unes 400 hectàrees dels municipis de Castrelo do Val, Monterrei, Oímbra i Verín. Unes 13.000 hectàrees més estan dedicades al cultiu de la vinya a la zona però fora de la denominació d'origen.